# Claudio Amendola
Claudio Amendola (* 12. Februar 1963 in Rom) ist ein italienischer Schauspieler und Filmproduzent.

## Leben
Amendola, Sohn des Schauspielers Ferruccio Amendola und der Synchronsprecherin Rita Savagnone, trat zum ersten Mal 1982 mit einer Rolle in einem Fernsehfilm von Franco Rossi in Erscheinung; im Folgejahr hatte er großen Erfolg mit der Hauptrolle in Lontano da dove. Künstlerisch immer mehr reifend, spielte er in vielen bedeutenden Filmen der 1980er und 1990er Jahre unter Regisseuren wie Marco Risi und Carlo Mazzacurati. In Ricky Tognazzis Beiträgen Ultrà und La scorta war Amendola glänzend besetzt und gehörte nun zu den bedeutendsten Darstellern seiner Generation. Mehrere Male arbeitete er auch im Ausland. 1997 gab er sein Theaterdebüt.
Im neuen Jahrtausend drosselte er seinen Werkausstoß etwas und fungierte auch als Produzent.

## Filmografie

### Darsteller (Auswahl)
- 1982: Storia d'amore e d'amicizia (Fernsehserie)
- 1983: Lontano da dove
- 1983: Vacanze di Natale
- 1984: Ein bißchen verliebt (Amarsi un po‘)
- 1984: Quei 36 gradini (Fernsehserie)
- 1985: Ferien in Amerika (Vacanze in America)
- 1986: Professione vacanze (Fernsehserie)
- 1986: Fieber im Herzen (La venexiana)
- 1987: Soldati – 365 all'alba
- 1987: L'ombra nera del Vesuvio
- 1988: Bandellis Alibi (I giorni del Commissario Ambrosio)
- 1989: Für immer Mery (Mery per sempre)
- 1990: Ultra (Ultrà)
- 1990: Briganti
- 1990: Il colore della vittoria (Fernsehserie)
- 1990: Die Reise des Capitan Fracassa (Il viaggio di Capitan Fracassa)
- 1990: Der Notarzt – Rettungseinsatz in Rom (Pronto soccorso) (Fernsehserie)
- 1991: Odyssee ins Glück (Felipe ha gli occhi azzurri) (Fernsehserie)
- 1992: Il richiamo della notte
- 1992: Der Notarzt – Rettungseinsatz in Rom 2 (Fernsehserie)
- 1992: Ein anderes Leben (Un’altra vita)
- 1993: Die Eskorte – Im Visier der Angst (La scorta)
- 1994: I mitici
- 1994: Die Bartholomäusnacht (La reine Margot)
- 1994: Cops (Poliziotti)
- 1995: La terraza de Miguel
- 1995: Pasolini, un delitto italiano
- 1995: Der Husar auf dem Dach (L’hussard sur le toit)
- 1996: Augenzeuge in Gefahr (Testimone in Rischio)
- 1997: Le mani forti
- 1998: Mare largo
- 1999: Verschwunden (Fernsehserie)
- 1999: Die Bibel – Jesus (Gesù) (Fernsehfilm)
- 2000: Il partigiano Johnny
- 2001: Sottovento! (Fernsehserie)
- 2002: Napoleon
- 2003: Caterina va in città
- 2003: Ho visto le stelle
- 2005: La caccia (Fernsehserie)
- 2006–2009: I Cesaroni (Fernsehserie)
- 2010: Tutti per Bruno (Fernsehserie)
- 2015: Suburra – 7 Tage bis zur Apokalypse (Suburra)
- 2015: Zio Gianni (Fernsehserie)
- 2016: Lampedusa (TV-Miniserie)
- 2017: Il permesso – 48 ore fuori
- 2017: Come un gatto in tangenziale
- 2018: Hotel Gagarin
- 2018: Carlo & Malik (Fernsehserie)
- 2020: Alles wird gut

### Produzent
- 2005: Melissa P. – Mit geschlossenen Augen (Melissa P.)
- 2008: Riprendimi